# 頭棘葉鱸
頭棘葉鱸（學名：Polycentrus jundia），為輻鰭魚綱鱸形目鱸亞目葉鱸科的其中一種，分布於南美洲巴西內格羅河流域，背鰭硬棘15-16枚；背鰭軟條7-9枚；臀鰭硬棘11-12枚；臀鰭軟條5-6枚，體長可達2.8公分，棲息在底中層水域，屬肉食性，生活習性不明。